# Julio Cruz
Julio Ricardo Cruz (født 10. oktober 1974 i Santiago del Estero, Argentina) er en argentinsk tidligere fodboldspiller (angriber).
Cruz spillede 22 kampe og scorede tre mål for Argentinas landshold. Han var med i landets trup til både Copa América 1997 i Bolivia og VM 2006 i Tyskland.
Gennem karrieren repræsenterede Cruz flere store klubber i både hjemlandet og Europa. Han var blandt andet tilknyttet Banfield og River Plate i hjemlandet, samt italienske Inter og Lazio.